# Trường Trung học phổ thông Dân tộc nội trú Hòa Bình
Trường Phổ thông dân tộc nội trú THPT tỉnh Hòa Bình, tiền thân là Trường Thanh niên lao động Xã hội chủ nghĩa Hòa Bình là một trường trung học phổ thông tại phường Tân Hòa, thành phố Hòa Bình, tỉnh Hòa Bình.

## Lịch sử
Năm 1958, trường được thành lập với tên gọi là Trường Thanh niên lao động xã hội chủ nghĩa Hòa Bình, mục tiêu chủ yếu là đào tạo đội ngũ cán bộ đoàn từ cơ sở.
Ngày 17 tháng 8 năm 1962, trường được chủ tịch Hồ Chí Minh về thăm.
Những năm đây, trường có 91 giáo viên với trên 600 học sinh trong 23 lớp, trong đó chủ yếu là học sinh dân tộc thiểu số.

## Mô hình đào tạo
Lớp chất lượng cao và lớp phổ thông
Các lớp chất lượng cao:
- Chất lượng cao Toán (2 lớp)
- Chất lượng cao Văn (2 lớp)
- Chất lượng cao Anh
- Chất lượng cao Thể dục (Các khoá từ 2001 đến 2006)

Và các lớp phổ thông (3 lớp).

## Cơ sở vật chất và trang thiết bị

### Trang thiết bị giảng dạy
Cơ sở vật chất của trường hiện có:
- Thư viện có phòng đọc và phòng mượn sách. Ngoài ra còn có tủ sách thân thiện. Thư viện cũng được dánh giá là thư viện thân thiện
- Phòng thực hành Vật lý
- Phòng thực hành Hóa học - Sinh học
- Phòng thực hành Tin học
- Phòng học Ngoại ngữ
- Phòng máy chiếu

### Trang thiết bị thể chất
- Sân vận động riêng khang trang với chỗ ngồi phục vụ cho học sinh trường rèn luyện thể chất
- Sân bóng chuyền
- Nhà đa năng
- Sân bóng rổ
- Sân cầu lông

## Thành tích
- 05 Huân chương lao động từ hạng Ba đến hạng Nhất.
- Đơn vị Anh hùng lao động.

Từ 1991-2012 trường đã có:
- 18 học sinh đoạt giải học sinh giỏi Quốc gia từ giải Khuyến khích đến giải Nhất.
- Chính phủ tặng Cờ luân lưu: Đơn vị dẫn đầu khối trường dân tộc nội trú toàn quốc năm học 1994-1995.
- Huân chương Độc lập hạng Ba năm 1998.
- Bằng công nhận "Trường đạt chuẩn Quốc gia" năm 2010.
- Cờ thi đua xuất sắc của Bộ Giáo dục và Đào tạo năm học 2010-2011.
- Bằng khen của Chủ tịch ủy ban nhân dân tỉnh Hòa Bình tặng Đơn vị trường Trung học phổ thông xuất sắc năm học 2011-2012.